# Gudmar
Mansnamnet Gudmar är fornsvenskt och bildat av Gud och ett ord som betyder berömd.
Se också Ingemar.
Namnet tillhör de ovanligaste i almanackan.
Den 31 december 2019 fanns det totalt 91 personer folkbokförda i Sverige med namnet Gudmar, varav 15 med det som tilltalsnamn/förstanamn.
Senast någon fick namnet var 2002, då en pojke fick namnet som andranamn.
Namnsdag: 3 juni (sedan 1993, 1986-1992: 2 april).

## Personer med namnet Gudmar
- Gudmar Kihlstedt, bergsingenjör, professor i anrikning
- Gudmar Klöfving, skådespelare
- Gudmar Magnusson (Ulvåsaätten)
- Gudmar Olovson, skulptör